# 397

## Събития
Тогава е починал свети Мартин

## Починали
Свети Мартин от Тур